# Fondachelli-Fantina
Fondachelli-Fantina je italská obec, součást Metropolitního města Messina, nacházející se na severovýchodní Sicílii. V roce 2016 zde žilo 1021 obyvatel.
Rozkládá se v nadmořské výšce nad 600 metrů nad mořem, v údolí řeky Patri v pohoří Peloritani. Okolí dominují vrcholy Montagna Grande, Rocca Salvatesta, Pizzo di Vernà, Ritagli di Lecca a Pizzo Vento.
Datum založení není známé. Do roku 1950 byla obec místní částí Novara di Sicilia, poté se stala samostatnou obcí. Skládá se z mnoha malých vesnic. Leží asi 71 km jihozápadně od Messiny.

### Externí odkazy

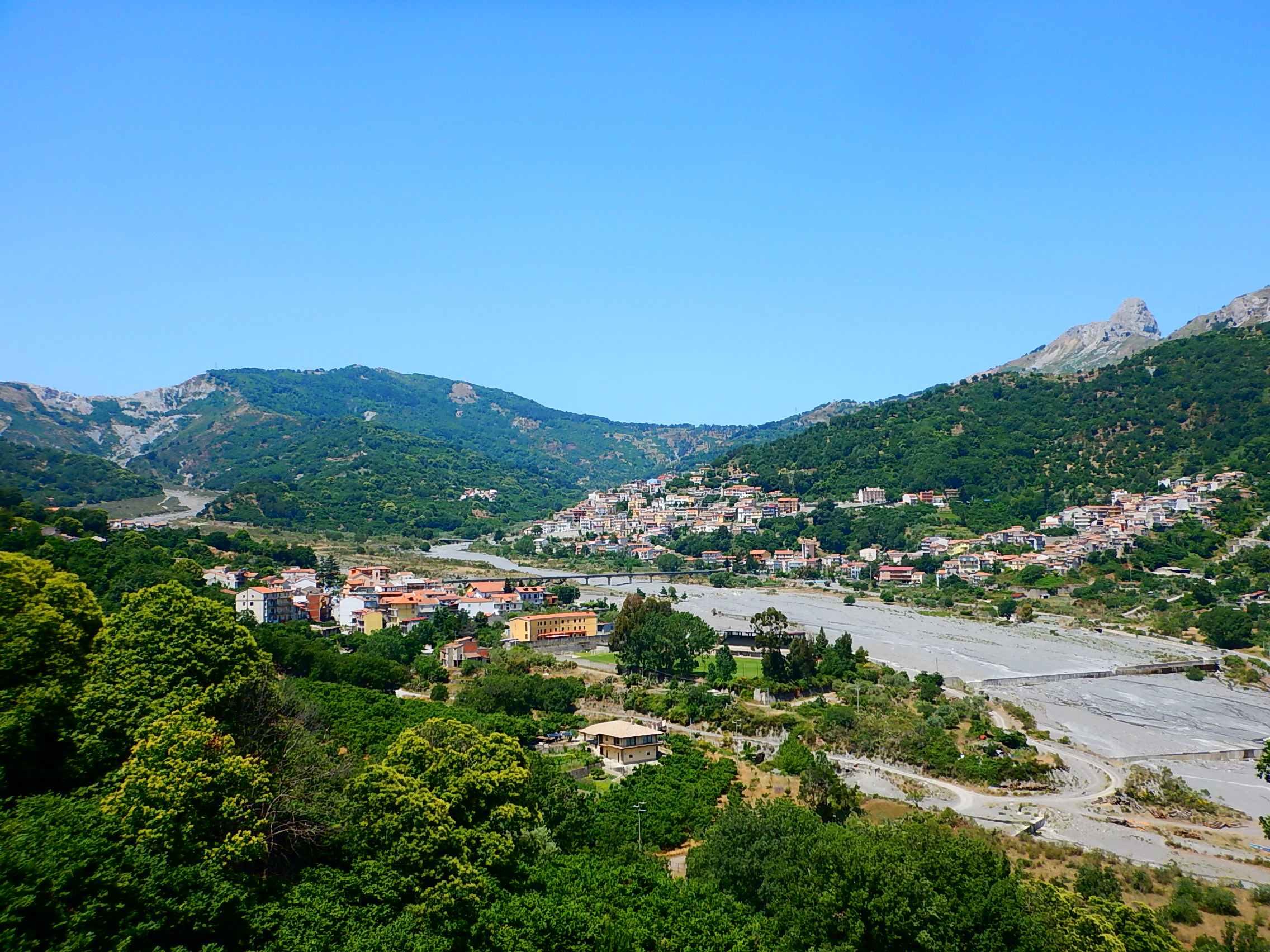
Fondachelli-Fantina